# Saurabh Dube
Saurabh Dube es un académico originario de la India cuyo trabajo combina historia y antropología, trabajo de campo y archivo, estudios subalternos y perspectivas poscoloniales-decoloniales, así como teoría social y pensamiento crítico. Fue profesor de la Universidad de Delhi y, desde 1995, es profesor-investigador de historia en el Centro de Estudios de Asia y África de El Colegio de México. También es investigador nivel 3 del Sistema Nacional de Investigadores.
Saurabh Dube ha sido recientemente descrito como "uno de los pensadores más generativos, creativos y sorprendentes de nuestro tiempo" (Sunil Amrith) así como un "un pensador a estas alturas fundamental para el sur global" (Mario Rufer). Es considerado como alguien que “desde hace mucho ha sido uno de los académicos más interesantes y perspicaces que trabajan los dilemas de la modernidad en el Sur de Asia”; que "emite excelentes recordatorios tanto de las posibilidades como de los riesgos de la modernidad" en general; y que "confiere un carácter de urgente a la labor de la historiografía de la modernidad", abarcando "las genealogías de lo moderno en Europa, América y el Sur de Asia".

## Datos biográficos
Saurabh Dube es hijo de los antropólogos S.C. Dube y Leela Dube. Hizo su licenciatura (con mención honorífica) y su maestría en Historia en St. Stephen’s College, en Delhi. También obtuvo el grado de Maestro en 1988 en la Universidad de Delhi y el grado de doctor en la Universidad de Cambridge (1992). Dube ha sido profesor invitado en varias ocasiones en instituciones como la Universidad de Cornell, la Universidad de Iowa  y la Universidad Johns Hopkins. También recibió becas de investigación de la John Simon Guggenheim Memorial Foundation, de Nueva York, el Indian Institute of Advanced Study en Shimla, el Institute of Advanced Study de la Universidad de Warwick, el Stellenbosch Institute of Advanced Study en Sudáfrica, el Max Weber Kolleg en Erfurt, Alemania, y el Institute of Human Sciences (IWM) en Viena, Austria. Dube es un investigador distinguido (2023-2027) del Max Weber Forum for South Asian Studies, que forma parte del Max Weber Stiftung, Alemania. Está casado con la historiadora Ishita Banerjee. Tanto Dube como Ishita Banerjee fueron elegidos para ocupar la prestigiosa DD Kosambi [Visiting] Research Professorship in Interdisciplinary Studies (2017-2019) de la Universidad de Goa, cátedra previamente ocupada por Romila Thapar, Sudhir Kakar, Madhav Gadgil y Shahid Amin.

## Contribución y críticas
Saurabh Dube ha sido apreciado por abrir un diálogo entre las academias del Sur de Asia y de América Latina, combinando "la sociología, la historia, la antropología y los estudios poscoloniales para ofrecer un análisis sutil de los desafíos que enfrentan nuestros entendimientos contemporáneos sobre el imperio y la modernidad, el poder y la diferencia, y la nación y la historia". Los lectores de la obra de Dube han reconocido su "tenor lírico, su estilo conversacional y su inspirada indecisión entre el campo y el archivo …un banquete irresistible para la imaginación histórica …con una evidente inclinación hacia la abstracción teórica”, a la vez que aborda cuidadosamente los detalles, especialmente de la región de Chhattisgargh.
Se ha argumentado que al ofrecer una amplia "reflexión conceptual y un extenso diálogo con la vasta producción crítica sobre la modernidad que los campos de la teoría poscolonial, la historia y la antropología han brindado …Dube se basa en este corpus y lo indaga más a fondo", haciendo una "contribución original" a través de sus "deliberaciones sobre las producciones de tiempo y espacio hechas por diferentes sujetos". De esta manera, los escritos de Dube cuestionan "los modelos dominantes que la modernidad cifra diversamente como una escisión entre el pasado y el presente, como una superación evolutiva del pasado, o como el dominio de un Occidente exclusivo que narra los contornos de la historia universal …[y así] también desestabiliza las imágenes prevalentes de los espacios tradicionales que están simplemente esperando incorporarse a la historia moderna". Al señalar la urgencia de esta producción académica, se ha sugerido que su pensamiento y escritura "tienen el disfraz de una tesis. Pero Dube obviamente ha escrito un manifiesto …un llamado a la acción …un referente a través del cual las y los investigadores de la modernidad y sus responsabilidades éticas y privilegiadas miramos al futuro para nombrar y cambiar los guiones que atan al sujeto de la modernidad".
El más reciente libro de Saurabh Dube, Disciplines of Modernity, ha sido descrito como "una exploración original y convincente" (Craig Calhoun), "un tour de force que entrelaza los itinerarios personales con la vida pública ...[un] libro conmovedor y perspicaz [que] llega al corazón de las jerarquías que siguen dando forma a la producción mundial de conocimiento" (Sunil Amrith). También se ha hablado de él como "una intervención única, sugerente y desafiante ...en los campos de las ciencias sociales y las humanidades a través de las disciplinas y los archivos", una obra que "nos hace avanzar desde el momento de la crítica poscolonial y decolonial y reestructura el marco en el que los estudiosos de/desde el Sur Global y el Norte Global pueden conversar" (Prathama Banerjee). Finalmente, Disciplines of Modernity ha sido descrito como "un libro innovador y atractivo, poderoso y provocador ...que aúna intimidad y afecto con estructura y proceso, [donde] las predilecciones de lo poscolonial se entretejen con las contradicciones de la modernidad, las contenciones de las disciplinas están regidas por las ambigüedades del archivo, y la acumulación y el desarrollo se entrecruzan con la pérdida y el exceso" (Mario Rufer).
De manera similar, se ha proclamado que su libro Subjects of Modernity "oscila amplia y globalmente –desde las historias de los imperios y genealogías de las disciplinas hasta el reciente trabajo artístico de los Dalit de la India– para explorar y delinear de manera cuidadosa una tensión que él considera fundamental para la formación de lo moderno: el inevitable entrelazamiento del sujeto moderno con aquellos sujetos a la modernidad. Un tour de force, este libro ofrece una crítica, puntual y poderosa secuela de los estudios poscoloniales y subalternos" (Dipesh Chakrabarty). El libro también se ha apreciado como modelo de "una forma de producción académica crítica que es generosa en su compromiso con el trabajo de sus interlocutores, incluso cuando se opone a los últimos clichés a fin de trazar nuevas direcciones" (Mrinalini Sinha); como fabricante de "una meditación de entendimiento inusual y valor crítico" respecto de la modernidad y sus sujetos" (Jean Comaroff and John Comaroff); y como articulador de "una desafiante ruptura con los marcos que por mucho tiempo han impulsado la herencia intelectual del colonialismo, incluso después de su caída política" (Michael Herzfeld).
En conjunto, el extenso corpus de Dube se ha caracterizado por asumir una "insistencia en el ejercicio difícil y poco complaciente de interpretar sin reificar, de argumentar sin crear taxonomías sociológicas, de historizar sin dejar de reflexionar sobre el proceso mismo de 'producción de historia' …la advertencia más astuta y también el legado más impresionante de Saurabh Dube".
No obstante, otros han criticado su trabajo por ser demasiado teórico, desconsiderado de las fronteras disciplinarias y exageradamente amplio.

## Obra
El trabajo de investigación de Dube explora cuestiones relativas al colonialismo y la modernidad, la ley y las legalidades, la casta y la comunidad, la evangelización y el imperio,  y la religión popular y el arte subalterno. Además de los artículos publicados en revistas, capítulos de libros y reseñas, que en conjunto superan la centena, ha publicado los siguientes libros en inglés: Untouchable Pasts (State University of New York Press, 1998; reimpreso por Sage en el año 2001); Stitches on Time (Duke University Press y Oxford University Press, 2004); After Conversion (Yoda Press, 2009); Subjects of Modernity (Manchester University Press, 2017 [Tapa dura y acceso abierto] y 2019 [Tapa blanda]; SUNMeDIA/STIAS, 2017 [South Africa]); y Disciplines of Modernity (Routledge, 2022 [Tapa dura y E-pub]; 2023 [South Asia]; 2024 [Tapa blanda]. También ha publicado, en El Colegio de México, un quinteto de libros sobre antropología histórica en español: Sujetos subalternos (2001), Genealogías del presente (2003), Historias esparcidas (2007), Modernidad e Historia (2011), y Formaciones de lo contemporáneo (2017). La antología de 600 páginas de sus escritos en español durante los últimos 20 años, El archivo y el campo: Historia, antropología, modernidad, fue publicada también por El Colegio de México en el 2019. Asimismo, Dube ha editado y coeditado más de quince volúmenes, entre los cuales se encuentran:  Postcolonial Passages (Oxford University Press, 2004); Historical Anthropology (Oxford University Press, 2007); Enchantments of Modernity (Routledge, 2009); Ancient to Modern (Oxford University Press, 2009); Modern Makeovers (Oxford University Press, 2011);  Crime through Time (Oxford University Press, 2013); Unbecoming Modern (segunda edición, Routledge, 2019); y Dipesh Chakrabarty and the Global South (Routledge, 2020). Dube también es editor de la serie internacional "Routledge Focus on Modern Subjects" (Londres, Nueva York y Nueva Delhi).